# Joseph Adolph Müller
Joseph Adolph Müller (* 19. März 1811 in Mainz; † 9. April 1877 in Wiesbaden) war ein deutscher Landschaftsmaler der Düsseldorfer Schule.

## Leben
Seine Eltern waren Johann Müller, Kontrolleur am Mainzer Rheinzollamt, und Clara, geborene Thiry.
Müller studierte in den Jahren 1830 bis 1832 an der Königlichen Akademie der Bildenden Künste in München. Als Landschaftsmaler war er danach in Düsseldorf tätig. Dort war er ab 1837 Schüler der Landschafterklasse von Johann Wilhelm Schirmer an der Königlich Preußischen Kunstakademie und beteiligte sich an Ausstellungen des Kunstvereins für die Rheinlande und Westfalen. Ab 1850 wirkte er als Zeichenlehrer an der Sonntagsschule in Rüdesheim am Rhein, 1854 an der Realschule zu Geisenheim, später an der Höheren Bürgerschule zu Wiesbaden. Dort gab er auch dem nassauischen Erbprinzen Wilhelm, dem späteren Großherzog von Luxemburg, in den Jahren 1861 bis 1866 Zeichenunterricht.
Müller starb 1877 im Alter von 66 Jahren in Wiesbaden. Seine Ehefrau Johanna, geborene Mathi, war bereits vor ihm verstorben.

## Werke (Auswahl)
- Felsenlandschaft aus dem Morgenbachtal, 1837
- Vulkanischer Eifel-See bei trübem Himmel, 1838
- Aussicht vom Niederwald in den Rheingau bei Sonnenuntergang, 1838